# Moncontour (Côtes-d'Armor)
Moncontour è un comune francese di 956 abitanti situato nel dipartimento delle Côtes-d'Armor nella regione della Bretagna.

## Società

### Evoluzione demografica
Abitanti censiti